# (464046) 2014 WK200
(464046) 2014 WK200 es un asteroide perteneciente al cinturón de asteroides, descubierto el 28 de febrero de 2009 por el equipo Spacewatch desde el Observatorio Nacional de Kitt Peak (Arizona, Estados Unidos).